# NGC 6822
NGC 6822 (другие обозначения — гала́ктика Ба́рнарда, IC 4895, PGC 63616, MCG −2-50-6, DDO 209, IRAS19421-1455) — карликовая неправильная галактика с перемычкой (морфологический тип IB(s)m). Находится в созвездии Стрельца. Одна из ближайших к нам галактик (1,63 ± 0,03 млн св. лет, или 500 ± 10 кпк). По структуре и составу весьма напоминает Малое Магелланово Облако.
Этот объект входит в число перечисленных в оригинальной редакции «Нового общего каталога».
Галактика входит в состав Местной группы галактик.
Открытие Галактики Барнарда сыграло важную роль в истории внегалактической астрономии. В 1925 году Эдвин Хаббл на основании наблюдений 11 цефеид и 5 ярких диффузных туманностей (областей ионизованного водорода) этого объекта доказал, что он находится на расстоянии более 700 тыс. св. лет, вне нашей Галактики. Таким образом, NGC 6822 оказался первым объектом, кроме Магеллановых Облаков, для которого была доказана «внегалактичность». В то время ещё не было ясно, что другие галактики находятся вне Млечного пути, а размер вселенной некоторыми астрономами (например, Харлоу Шепли) определялся всего в 300 тыс. св. лет, поэтому измерение расстояния до NGC 6822 дало очень важную космологическую информацию.
При помощи Atacama Large Millimeter Array удалось выделить четыре области звездообразования в галактике.

## Иллюстрации

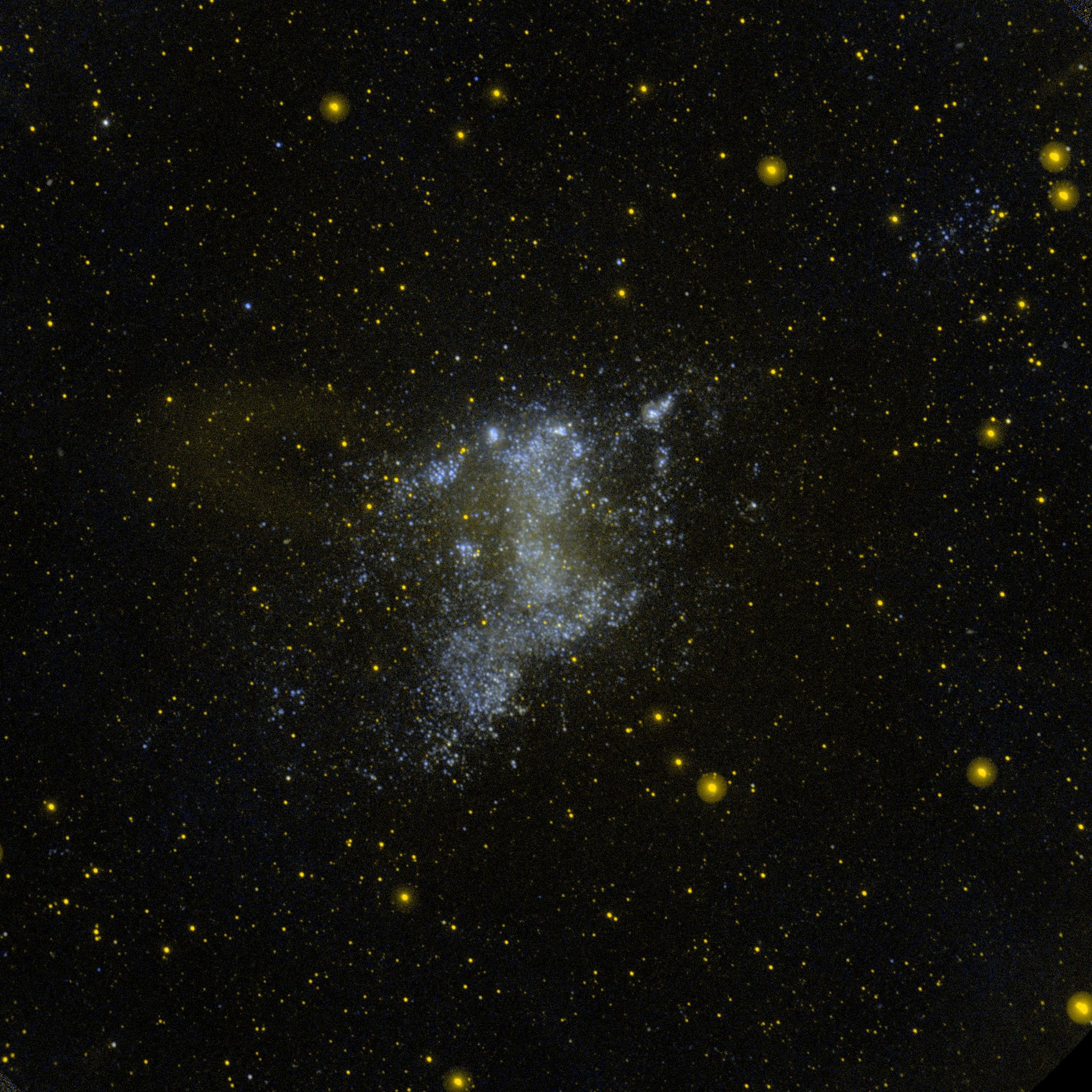
NGC 6822 в ультрафиолете (GALEX)
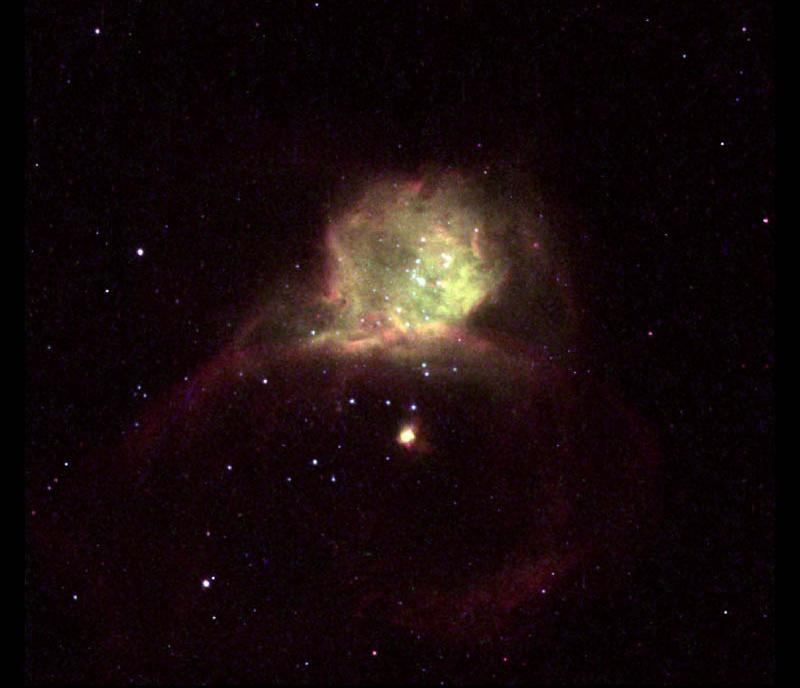
Диффузная туманность вокруг области звездообразования Hubble X в NGC 6822
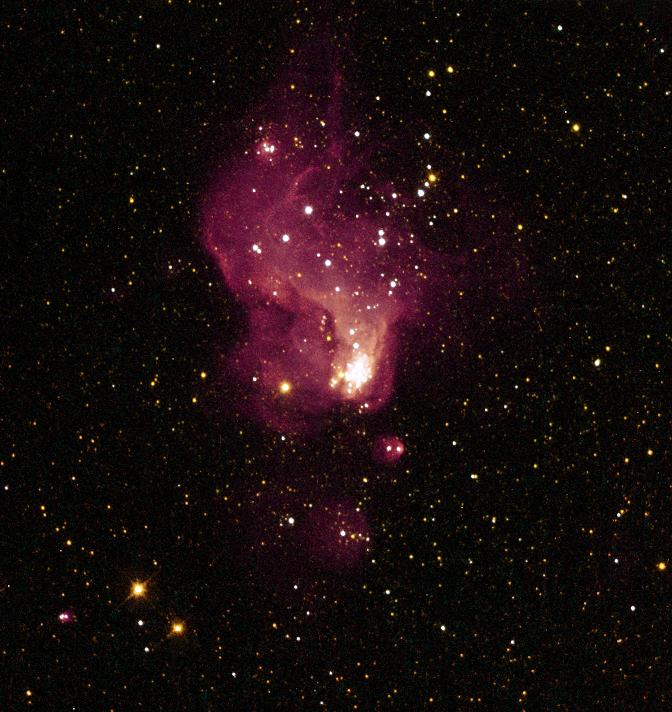
Диффузная туманность вокруг области звездообразования Hubble V диаметром 200 св. лет в NGC 6822